# Rhodometra aucta
Rhodometra aucta là một loài bướm đêm trong họ Geometridae.